# Shout Out to My Ex
〈Shout Out to My Ex〉는 영국의 걸 그룹 리틀 믹스의 노래이다. 네 번째 정규 앨범 《Glory Days》의 리드 싱글이다. 영국 싱글 차트 1위를 한 곡이다. 영국 축음기 협회(BPI) 인증 트리플 플래티넘 등급을 받은 곡이다. 2017 브릿 어워드 올해의 영국 싱글상 수상곡이다.